# JL-3
Le JL-3 (chinois : 巨浪-3 ; pinyin : Jù Làng Sān ; littéralement « Vague géante 3 »), ou CSS-NX-20, est un missile mer-sol balistique stratégique (SLBM) chinois de troisième génération. Il arme les sous-marins de Type 094 et devrait armer les futurs sous-marins de Type 096.

## Histoire
Le premier vol d’essai a eu lieu le 24 novembre 2018 dans la mer de Bohai. Il s’agissait probablement d’un test du système d’éjection à froid du tube de lancement. Selon des sources chinoises anonymes, le sous-marin Type 032 a effectué les trois premiers lancements d’essai, un Type 094 effectuant le quatrième lancement en décembre 2019.
En 2020, des sources chinoises anonymes ont rapporté que les développements du JL-3 et du Type 096 avaient été découplés pour accélérer le développement du missile, et qu’il faudrait au moins cinq ans pour intégrer le missile au sous-marin.
En novembre 2022, l’United States Navy a annoncé que les Type 094 avaient été réarmés avec le JL-3.

## Description
Le JL-3 est présenté comme un missile à combustible solide d’une portée de plus de 9000 km ou 10000 km.
Le Center for Strategic and International Studies rapporte que la charge utile probable serait de trois ogives nucléaires MIRV.